# Granica bułgarsko-serbska
Granica bułgarsko-serbska – granica międzypaństwowa między Bułgarią i Serbią na odcinku 318 kilometrów. Granica powstała w 2006 roku po rozpadzie federacji Serbii i Czarnogóry.

## Przebieg
Początek granicy na północy to styk granic Serbii, Rumunii i Bułgarii – ujście rzeki Timok do Dunaju. Początkowo granica biegnie w kierunku południowym rzeką Timok do Bregovo (BUL), następnie odchodzi w kierunku wschodnim od tej rzeki, dochodzi do przełęczy Vraška Čuka, przybiera kierunek południowo-wschodni i biegnie przez góry Bałkany Zachodnie (Nikolska planina, Čiprovska planina, Berkovska planina). Od szczytu Srebrna Glava (1933 m n.p.m.) granica biegnie w kierunku południowo-zachodnim, na zachód od miejscowości Staninci, Kalotina, przecina rzekę Nišava i dochodzi do rzeki Jerma (miejscowość Bankja). Następnie łukiem dochodzi do szczytu Ruj (1706 m n.p.m.), przybiera kierunek południowy, biegnie górami Milevska planina (Milevec 1733 m n.p.m.), omija od wschodu łukiem serbskie miasto Bosilegrad, przecina rzekę Dragowisztica (na zachód od miejscowości Dolno Ujno) i dochodzi do styku granic Serbii, Macedonii Północnej i Bułgarii.

## Historia
Pierwsza granica bułgarsko-serbska powstała w 1878 roku (traktat berliński) po uznaniu niepodległości Serbii i Bułgarii. Nowy przebieg granicy potwierdził w 1913 traktat bukareszteński (po zajęciu przez Serbię Macedonii).
W latach 1919–1929 była to granica z królestwem SHS, w latach 1929–1941, 1945(1947)–1992 granica bułgarsko-jugosłowiańska.